# Oak
Oak és una població dels Estats Units a l'estat de Nebraska. Segons el cens del 2000 tenia 60 habitants.

## Demografia
Segons el cens del 2000, Oak tenia 60 habitants, 31 habitatges, i 15 famílies. La densitat de població era de 154,4 habitants per km².
Dels 31 habitatges en un 25,8% hi vivien nens de menys de 18 anys, en un 38,7% hi vivien parelles casades, en un 0% dones solteres, i en un 48,4% no eren unitats familiars. En el 41,9% dels habitatges hi vivien persones soles el 25,8% de les quals corresponia a persones de 65 anys o més que vivien soles. El nombre mitjà de persones vivint en cada habitatge era d'1,94 i el nombre mitjà de persones que vivien en cada família era de 2,63.
Per edats la població es repartia de la següent manera: un 20% tenia menys de 18 anys, un 13,3% entre 18 i 24, un 16,7% entre 25 i 44, un 18,3% de 45 a 60 i un 31,7% 65 anys o més.
L'edat mediana era de 46 anys. Per cada 100 dones de 18 o més anys hi havia 118,2 homes.
La renda mediana per habitatge era de 21.875 $ i la renda mediana per família de 27.500 $. Els homes tenien una renda mediana de 19.688 $ mentre que les dones 12.500 $. La renda per capita de la població era d'11.460 $. Aproximadament el 5% de les famílies i el 17,5% de la població estaven per davall del llindar de pobresa.

## Poblacions més properes
El següent diagrama mostra les poblacions més properes.